# Дирлеванг
Дирлеванг (њем. Dirlewang) град је у њемачкој савезној држави Баварска. Једно је од 52 општинска средишта округа Унтералгој. Према процјени из 2010. у граду је живјело 2.103 становника. Посједује регионалну шифру (AGS) 9778127.

## Географски и демографски подаци
Дирлеванг се налази у савезној држави Баварска у округу Унтералгој. Град се налази на надморској висини од 620 метара. Површина општине износи 23,3 km². У самом граду је, према процјени из 2010. године, живјело 2.103 становника. Просјечна густина становништва износи 90 становника/km².